# Battle Royale II - Blitz Royale
Battle Royale II - Blitz Royale (BRII ブリッツ ロワイアル?, BR II: Burittsu Rowaiaru) è un manga ispirato dal film Battle Royale II: Requiem. Mentre l'autore del romanzo, Koushun Takami, viene riconosciuto come lo sceneggiatore, la storia e i disegni sono di Hitoshi Tomizawa (富沢ひとし Tomizawa Hitoshi).
Come nel precedente Battle Royale, una classe di scuola media viene scelta per partecipare al 'programma' su un'isola deserta, fino a quando ci sarà soltanto uno studente sopravvissuto.
Il manga segue il punto di vista della ragazza numero 10, Makoto Hashimoto (橋本真恋人?, Hashimoto Makoto), una sfortunata ragazza che teme che la sua classe verrà scelta per il 'programma', un misterioso evento che forza studenti ad uccidersi a vicenda. Makoto frequenta la Scuola Media Shikanotoride.

## Trama
Nel Continente della Grande Asia, il governo totalitario vigente, dopo l'ultima edizione del "programma", svoltasi tre anni prima, decide di cambiare le regole. Questo perché Shuya Nanahara e Noriko Nakagawa, studenti della scorsa edizione del programma, sono riusciti a scappare ribellandosi al governo e sono ora considerati due pericolosissimi terroristi. 
La nuova classe prescelta, la 3B della Scuola Media Shikanotoride, verrà portata in un'isola deserta dove saranno smistati in squadre, le quali saranno portate a combattere, fino al drammatico finale.

## Capitoli del manga
La storia, divisa in due volumi, è composta da 19 capitoli totali:
| 1 | 18 dicembre 2003 | ISBN 978-4-253-14861-0 | marzo 2005  |
| 1 | Capitoli 1. Sfortuna 2. La Scuola di Difesa Non-Aggressiva 3. La Tabella dell'Orario 4. I Collari 5. Sanzione 6. L'Intruso 7. Nemico o Amico? 8. La Vera Natura 9. Il Nemico                                                  |                        |             |
| 2 | 27 maggio 2004 | ISBN 978-4-253-14862-7 | maggio 2005 |
| 2 | Capitoli 1. Lo Scontro 2. Tornare a Casa in Vita 3. I Punti di Valutazioione della Squadra 4. Invidia 5. L'Alleanza 6. Manovre Oscure 7. Il Sergente con Incarichi Speciali 8. La Medicina 9. Mortesame 10. Bottino di Guerra |                        |             |